# Maria Sole Ferrieri Caputi

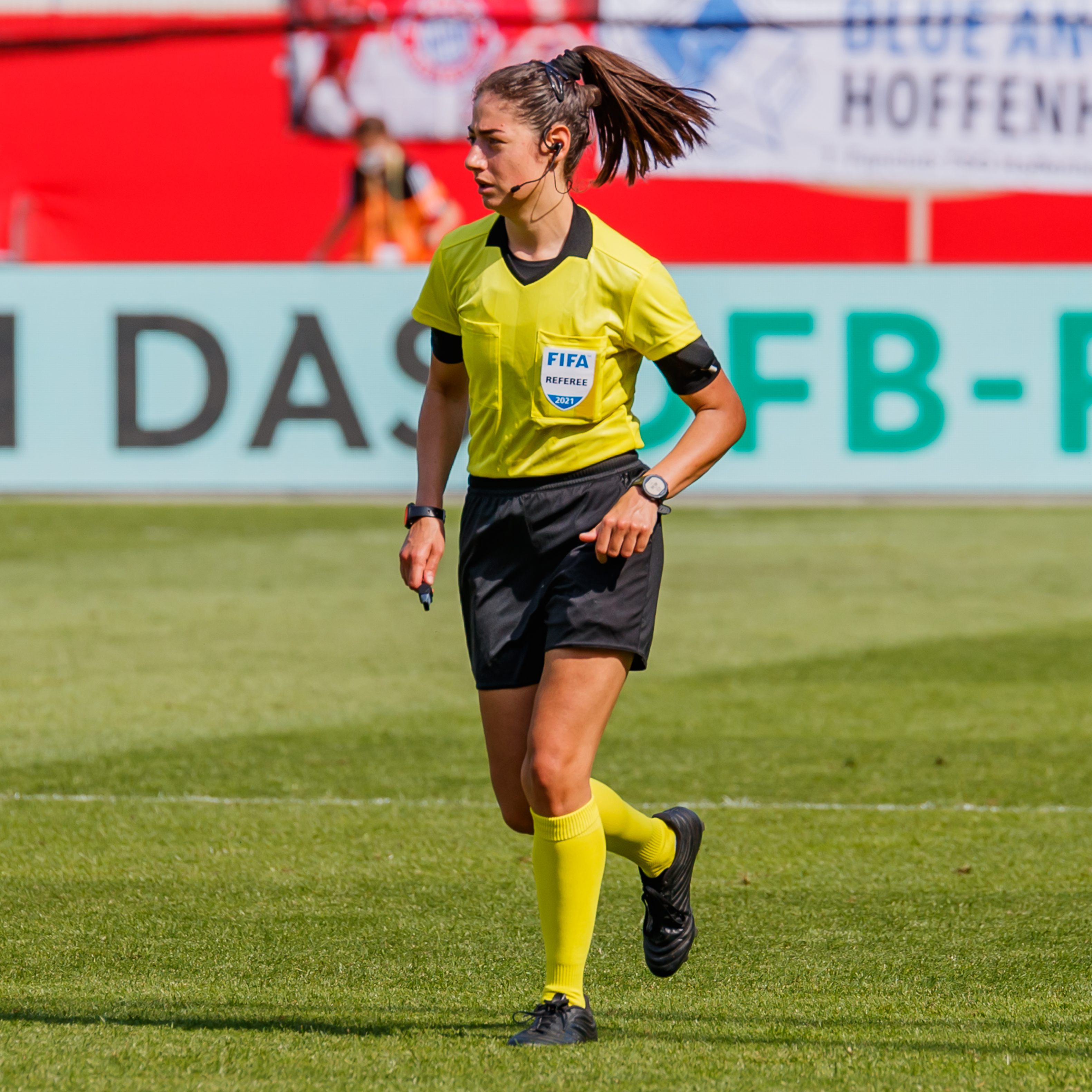
Maria Sole Ferrieri Caputi (2021)

Maria Sole Ferrieri Caputi (* 20. November 1990 in Livorno) ist eine italienische Fußballschiedsrichterin. Sie ist die erste Schiedsrichterin, die ein Spiel in der höchsten Spielklasse des italienischen Profifußballs leitete.

## Leben
Ferrieri Caputi wurde in Livorno als Tochter apulischstämmiger Eltern geboren. 2014 machte sie ihren Bachelor-Abschluss in Politikwissenschaft und Internationale Beziehungen an der Universität Pisa und 2017 ihren Master-Abschluss in Soziologie an der Universität Florenz. Sie ist derzeit Forscherin bei der Adapt Foundation (Association for International and Comparative Studies in Labour and Industrial Relations) und Doktorandin an der Universität Bergamo.

## Werdegang
Ferrieri Caputi leitet seit der Saison 2020/21 Spiele in der Serie C und pfiff in der Saison 2021/22 erstmals ein Spiel in der Serie B. Am 15. Dezember 2021 leitete sie mit der Partie Cagliari Calcio gegen AS Cittadella (3:1) in der zweiten Runde der Coppa Italia 2021/22 als erste Frau ein Fußballspiel mit einem Verein aus der Serie A. Am 2. Oktober 2022 leitete Caputi mit der Begegnung US Sassuolo Calcio gegen US Salernitana als erste Schiedsrichterin ein Spiel der Serie A.
Seit 2019 steht sie auf der Liste der FIFA-Schiedsrichter und leitet internationale Fußballspiele. Zudem war sie als Schiedsrichterin bei der U-17-Weltmeisterschaft 2022 in Indien im Einsatz. Am 25. März 2023 leitete sie das Länderspiel der deutschen Nationalmannschaft gegen Peru in Mainz.
Im Januar 2023 wurde Ferrieri Caputi für die Weltmeisterschaft 2023 in Australien und Neuseeland nominiert.
Am 28. April 2024 schrieb sie zusammen mit den Assistentinnen Francesca Di Monte und Tiziana Trasciatti erneut italienische Fußballgeschichte, als sie beim Spiel zwischen Inter Mailand und dem FC Turin das erste ausschließlich von einem weiblichen Schiedsrichtergespann geleitete Spiel der Serie A pfiff.
Bei der U-20-Weltmeisterschaft 2024 in Kolumbien im Sommer 2024 kam sie als Schiedsrichterin zu weiteren internationalen Einsätzen.
Sie wurde als eine von 13 Schiedsrichterinnen für die Europameisterschaft 2025 in der Schweiz nominiert.

## Einsätze bei Turnieren

### Fußball-Weltmeisterschaft 2023
| Phase        | Datum         | Spielort | Heimmannschaft | Gastmannschaft | Ergebnis  |
| ------------ | ------------- | -------- | -------------- | -------------- | --------- |
| Gruppenphase | 26. Juli 2023 | Dunedin  | Japan          | Costa Rica     | 2:0 (2:0) |
| Gruppenphase | 3. Aug. 2023  | Perth    | Marokko        | Kolumbien      | 1:0 (1:0) |

### Fußball-Europameisterschaft 2025
| Phase         | Datum         | Spielort | Heimmannschaft | Gastmannschaft | Ergebnis  |
| ------------- | ------------- | -------- | -------------- | -------------- | --------- |
| Gruppenphase  | 8. Juli 2025  | Luzern   | Polen          | Schweden       | 0:3 (0:1) |
| Viertelfinale | 18. Juli 2025 | Bern     | Spanien        | Schweiz        | 2:0 (0:0) |